# Hol's der Teufel
Le Hol's der Teufel (Que le diable l'emporte) est un planeur-école monoplace conçu par Alexander Lippisch en 1928 dans les ateliers de la Wasserkuppe. 
Des planeurs dérivés sont produits soit en usine soit par des amateurs selon les plans en Allemagne à partir de 1928 puis dans le monde entier.

## Design et développement
Le premier planeur à porter le nom de Hol's der Teufel fut le Djävaler Anamma, conçu par Alexander Lippisch en 1923. Le nom est lié au juron préféré de deux étudiants suédois des ateliers de la Wasserkuppe, traduit en allemand par Hol's der Teufel (Que le diable l'emporte). 
Sa principale caractéristique structurelle est un cadre en A qui porte des ailes renforcées par un ensemble de câbles et lié à un arrière de fuselage plat constitué d'un treillis en bois. Il évolue ensuite vers le Schneider Grunau 9 (en) puis le très populaire Zögling pour la formation initiale, et au RRG Prüfling (en) plus performant grâce au remplacement du réseau de câbles de soutien des ailes par des haubans rigides.
Un dérivé est conçu par Lippisch et Hans Jacobs en 1928, peut-être avec l'aide d'Alexander Schleicher avec le fuselage poutre du Zögling et des ailes contreventées. Il est construit par Alexander Schleicher Segelflugzeugbau en contrebas de la Wasserkuppe. Des plans détaillés pour un usage amateur sont inclus dans un livre sur la construction de planeurs publié par Jacobs en 1932 et conduisent à une vague de constructions. La version complète de Schleicher diffère des plans dans plusieurs détails, par exemple des bouts d'aile plus arrondis, différents contreventements transversaux de cadre de fuselage.
Les plans de Jacobs montrent que le Hol's der Teufel a une aile à corde constante comme celle du Zögling mais une plus grande envergure. Elle est construite autour de deux longerons et recouverte de tissu sauf au bord d'attaque coffré en contreplaqué. Ses larges ailerons à corde constante sont plus longs que ceux du Zögling. Comme auparavant, l'aile est soutenue par les éléments avant de son fuselage à poutres; une contrefiche verticale près du bord d'attaque et une contrefiche en V inversé derrière. Comme l'aile est haubanée plutôt que raidie par des câbles le poteau triangulaire au-dessus de l'aile n'est plus utile. Les deux haubans profilés rejoignent le bas du fuselage aux ailes à peu près à mi-envergure.
Comme certains Zöglings, le Hol's der Teufel a un habitacle léger se terminant sous l'aile. À l'arrière, le treillis comporte une poutre supérieure horizontale sur laquelle l'empennage est monté et haubanné. Son bord d'attaque est en forte flèche. Les volets de profondeur à cordes constante ont une découpe centrale pour le mouvement du gouvernail. Le plan fixe de dérive sous l'empennage est formé par un entoilage des deux derniers cadres verticaux du fuselage. Son gouvernail droit, presque rectangulaire, est articulé sur le dernier élément de cadre vertical prolongé. Le Hol's der Teufel se pose sur un patin en bois amorti par des blocs de en caoutchouc qui va du nez jusqu'au niveau des haubans arrière des ailes.

## Historique opérationnel
La disponibilité immédiate de plans détaillés et le fait qu'avec sa faible charge alaire, le Hol's der Teufel est l'un des rares planeurs d'entraînement assez bon grimpeur pour réussir le brevet C entraîne une construction amateur généralisée dans le monde entier. Le nombre total est difficile à établir. Douze ont été immatriculés en Hongrie, un importé en 1929 et les autres construits localement entre 1931 et 1938. Sept figurent au Royaume-Uni sur le registre BGA (en), dont un au moins qui a volé avec le London Gliding Club (en) pendant plusieurs années. Pendant la Seconde Guerre mondiale, certains servent avec l'ATC. Deux sont construits par un immigrant suisse au Brésil, dont un est exposé au Museu Aeroespacial à Rio de Janeiro, le seul exemple original survivant enregistré. Un est construit dans les années 1950 en Australie.
En 1990, une reproduction du Hol's der Teufel, construite à partir des plans de Jacobs vole à Dunstable. Il se trouve maintenant au Musée du vol à voile de la Wasserkuppe.
Le Slingsby Kirby Cadet (en) est le résultat d'un "croisement" conscient des performances de montée en ascendance à faible charge alaire du Hol's der Teufel avec la meilleure maniabilité du Prüfling, notamment avec de meilleurs ailerons.

## Variantes
Jacobs "Hol's der Teufel"
La conception originale de Lippisch et Jacobs, popularisée via les plans de Jacobs dans son livre de 1932 Segelflugzeug.
Schleicher Hol's der Teufel
Une version légèrement modifiée produite par Alexander Schleicher à partir de 1928.